# بلاك ليند تترا
 بلاك ليند تترا (باللاتينية: hyphessobrycon scholzei)، (بالإنجليزية: blackband tetra) تنتمي لعائلة كارسيدي خراقينية،هي سمكة زينة من فصيلة التترا .